# Dalibor Vačkář
Dalibor Cyril Vačkář (Korčula (Kroatië), 19 augustus 1906 – Praag, 21 oktober 1984) was een Tsjechisch componist, violist, dramaturg en dichter. Vooral voor zijn filmmuziek gebruikte hij ook de pseudoniemen: Dalibor C. Faltis, Pip Faltis, Petr Filip, Tomáš Martin en Karel Raymond.

## Levensloop
Hij groeide op in een heel muzikale familie, zijn vader Václav Vačkář was in Tsjechië en daarbuiten zeer bekend als componist van populaire blaasmuziek. Zijn studies voor viool bij Rudolf Reissig en Karel Hoffmann en compositie bij Otar Šin deed hij van 1923 tot 1929 aan het Praags Conservatorium. De compositiestudies voltooide hij bij Josef Suk. Als getalenteerd violist en als componist kon hij zijn carrière vestigen, maar hij volgde eerst een ander interesse, de literatuur. Het resultaat was, dat hij ook bekendheid oogstte als dramaturg en dichter in de jaren 1930 en 1940. Hij presenteerde ook menige succesrijke schouwspelen. Omdat het was gebleken, dat zijn interesse in drama zijn herkenning als componist in de schaduw stelde, werd hij actief lid van de avant-gardescène en hij werd violist in het Radio Symfonie Orkest van Praag. 
Als componist is hij permanent op zoek naar nieuwe wegen muziek te schrijven, die de tijd reflecteerde. Hij schreef voor vele genres en solowerken voor instrumenten, kamermuziek, werken voor harmonieorkesten, vijf symfonieën, twee balletten, een aantal liederen en filmmuziek.
Ook zijn zoon Tomáš Vačkář werd als componist bekend.
In 1954 schreef hij samen met zijn vader een boek Instrumentace symfonického orchestru a hudby dechové – (Instrumentatie voor symfonie- en harmonieorkest). 

## Composities

### Werken voor orkest

#### Symfonieën
- 1941 Symfonie in D-groot "Optimistická"
- 1947 Země vyvolená – (The Chosen Land), vocaalsymfonie
- 1948 Smoking Symphonie e-klein
- 1949 Mírová (Piece Symphony)
- 1983 Pro iuventute

#### Concerten met orkest
- 1952 Český koncert pro klavír – (Tsjechisch concert), voor piano en orkest
- 1958 housle koncert – Concert C-groot, voor viool en orkest
- 1963 Concerto da camera, voor fagot en strijkorkest
- 1965 Concert "Legenda o člověku" voor klavecimbel en blazerskamerorkest
- 1965 Characteristicon, voor trombone en orkest
- 1966 Jazzový koncert – Concert, voor trompet, piano, contrabas en slagwerk
- 1966 Concert, voor klarinet en orkest
- Concerto voor hobo en orkest

#### Andere orkestwerken
- 1946 Symfonisch scherzo
- 1953 Prelude en Metamorphoses
- 1956 Danses van de Nationen, suite uit de ballet "Schwanda, the Bagpiper"
- 1959 Sinfonietta, voor strijkers, hoorn en piano
- 1959 Furiant, fantasie voor orkest
- 1961 Suite uit het ballet "The Midsummer Nights Dream"
- Appelatio pro orchestr a sbor, voor orkest en ensemble

### Werken voor harmonieorkest
- Hlavy vzhůru
- Srdce na dlani
- Šťastnou cestou

### Toneelmuziek
- 1958-1959 Schwanda, the Bagpiper, ballet naar J. K. Tyl
- 1960-1961 The Midsummer Nights Dream, ballet naar William Shakespeare

### Werken voor koor
- 1947 Daisies, liederen voor kinderkoor en piano
- 1956 Children to Grown-ups, Rhapsodie voor kinderkoor en piano
- 1966 Preamble to the United Nations Charter, voor gemengd koor en slagwerk

### Vocale muziek
- 1953 Three Love Songs, voor sopraan en piano
- 1953 Songs for Parents, zes liefdesliederen voor vrouwen- en mannenstem en piano
- 1954 Songs at Sewing, voor vrouwenstem en piano (of vrouwenkoor en piano)

### Kamermuziek
- 1936 Smoking sonata pro klavír
- 1939 Trio giocoso, op. 9
- 1961 Dialogues voor altviool
- Koncert pro smyčcové kvarteto – (Concert voor strijkkwartet)
- Leaves from the Diary, voor fagot en piano

### Werken voor piano
- 1982 Monogramy
- 1982 Portréty
- 1982 Juniores

### Filmmuziek
- 1940 Píseň lásky
- 1946 V horách duní
- 1947 Alena
- 1947 Nerozumím
- 1947 Podobizna
- 1948 Dvaasedmdesátka
- 1948 O ševci Matoušovi
- 1949 Divá Bára
- 1950 Past
- 1950 Malý partyzán
- 1951 Milujeme
- 1951 Milujeme ... písně Píseň radosti; Májový valčík; Šťastnou cestu
- 1951 DS-70 nevyjíždí
- 1952 Dovolená s Andělem
- 1952 Pyšná princezna
- 1953 Expres z Norimberka
- 1953 Tajemství krve
- 1955 Anděl na horách
- 1955 Hudba z Marsu .... píseň Pionýrská; Vinařská polka
- 1956 Roztržka
- 1956 Nezlob, Kristino!
- 1959 Slečna od vody
- 1961 Kde alibi nestačí
- 1964 Hvězda zvaná Pelyněk
- 1965 Alibi na vodě
- 1968 Nejlepší ženská mého života